# Bahnbetriebswerk Waren/Müritz

Unmaßstäbliches Gleisbild des Bw Waren/Müritz (1940)

Das Bahnbetriebswerk Waren/Müritz (kurz Bw Waren/Müritz) wurde 1879 zusammen mit der Inbetriebnahme der Nebenbahnstrecke von Waren nach Malchin eröffnet und diente der Wartung, Reparatur und Bereithaltung von Dampf- und später Diesellokomotiven, die in Waren beheimatet waren oder dort Zugleistungen erbrachten.
Aus Rationalisierungsgründen verlor das Bw 1969 seine Eigenständigkeit und wurde als Triebfahrzeugeinsatzstelle mit Unterhaltung (kurz TEU) dem Bw Neustrelitz unterstellt und später nach der Übernahme von der Deutschen Bahn AG geschlossen.

## Geschichte
Zunächst verfügte des Bw nur über einen zweigleisigen Lokschuppen mit vorgelagerten Behandlungsanlagen. Durch die Eröffnung der Lloyd-Bahn von Neustrelitz nach Warnemünde und der Südbahn von Parchim nach Neubrandenburg im Jahre 1885 stieg die Bedeutung des Bw deutlich an, sodass ein Ausbau notwendig wurde. Deshalb erfolgte 1892 der Bau eines Fachwerkringlokschuppens mit 11 Gleisen sowie eines Büro- und Sozialgebäudes. In der Zeit zwischen 1920 und 1932 wurde der Ringlokschuppen schrittweise durch einen Neubau mit 14 Gleisen ersetzt. Gleichzeitig erfolgte eine Modernisierung der Behandlungsanlagen.
In den Nachkriegsjahren wandelte die Reichsbahndirektion Greifswald kleinere Bahnbetriebswerke in Einsatzstellen um. Dieser Vorgang traf auch das Bw Waren/Müritz und so kamen die Anlagen am 1. Oktober 1969 zum Bw Neustrelitz. Aufgrund des damit einhergehenden Bedeutungsverlustes wurden bis Mitte der 1970er Jahre Teile des Ringlokschuppens abgebrochen und die Anlagen vollständig auf Dieseltraktion umgerüstet. Im Zuge der Rationalisierungswelle nach Übernahme von der Deutschen Bahn AG wurde die Dienststelle in Waren/Müritz schließlich endgültig geschlossen.

## Lokomotivbestand
Gemäß Lokomotivverzeichnis der Reichsbahndirektion Schwerin befanden sich im Jahr 1925 drei Lokomotiven der Baureihe 36, zwei Lokomotiven der Baureihe 89 und drei Lokomotiven der Baureihe 9119 in Waren. Bis 1932 veränderte sich der Lokomotivbestand dann deutlich. So waren in diesem Jahr neun Lokomotiven der Baureihe 24, drei Lokomotiven der Baureihe 5516–22 und sieben Lokomotiven der Baureihe 9119 im Bw beheimatet.
Am 10. April 1946 befanden sich folgende Lokomotiven in Waren:
- Baureihe 3810–40: 1 Stück
- Baureihe 52: 4 Stück
- Baureihe 550–6: 1 Stück
- Baureihe 5516–22: 2 Stück
- Baureihe 5525–56: 4 Stück
- Baureihe 562–8: 5 Stück
- Baureihe 5620–29: 1 Stück
- Baureihe 5710–35: 1 Stück
- Baureihe 64: 7 Stück
- Baureihe 740–3: 1 Stück
- Baureihe 86: 3 Stück
- Baureihe 9119: 1 Stück
- Baureihe 9304: 1 Stück

Nach dem Krieg gingen die Zugleistungen aufgrund von Streckenstilllegungen erheblich zurück. Dieser Bedeutungsverlust hatte auch Auswirkungen auf die Anzahl und Vielfalt der stationierten Dampflokomotiven. Am 1. April 1953 waren nur noch zehn Lokomotiven der Baureihe 5710–35, acht Lokomotiven der Baureihe 64 und je eine Lokomotive der Baureihe 7061 und Baureihe 7063 vorhanden. Bis 1957 reduzierte sich der Bestand weiter auf nur noch zwei Lokomotiven der Baureihe 5710–35. In den 1960er Jahren kamen dann im Zuge des Traktionswandels Diesellokomotiven nach Waren.